# Andreu Avel·lí Abreu i Boy
Andreu Avel·lí Abreu i Boy (oft Avel·lí Abreu, spanisch Avelino Abreu oder auch mit dem Pseudonym Andrés Uerba; * 27. Juni 1868 in Torroella de Montgrí; † 12. September 1935 in Barcelona) war ein katalanischer Komponist und Musikpädagoge.

## Leben
Andreu Avel·lí Abreu i Boy studierte Musik bei Gabriel Balart am Conservatori del Liceu in Barcelona. Er schloss 1892 seine Studien mit einem ersten Preis für Kontrapunkt und Fuge ab. Bereits 1889 wurde er zum Professor für elementares und 1900 für höheres Solfeggio am selben Bildungsinstitut ernannt. Später unterrichtete er auch in Assistenz Komposition. Zusammen mit Joaquim Zamacois und Pere Serra veröffentlichte er diverse Unterrichtsmethoden, unter anderem eine Methode für das Solfeggio.

## Werke (Auswahl)

### Lehrwerke
Andreu Avel·lí Abreu i Boy veröffentlichte eine Methode für das Solfeggio.

### Klaviermusik
- Mis primeras ilusiones, Mazurka für Klavier, Gabriel Balart i Crehuet gewidmet, 1889 bei R. Guardia in Barcelona publiziert OCLC 435749648
- Erminia,  Schottisch für Klavier, der italienischen Opernsängerin Erminia Borghi-Mamo (1855–1941) gewidmet, 1889 bei R. Guardia in Barcelona publiziert OCLC 435748368
- Mar tranquil·la [Ruhiges Meer] (Barkarole)
- Juleika
- La Fuga [Die Flucht]

### Vokalmusik
- Flor d'infantesa [Blume der Kindheit] für Gesang und Klavier, Text: R. Forga i Clarà, bei A. Boileau i Bernasconi in Barcelona publiziert OCLC 803272231

### Geistliche Musik
- Puerta del cielo. [Himmelspforte], Text: Antonion Bori y Fontestá. 1898 bei Juan Bta. Pujol & Ca. in Barcelona publiziert OCLC 435770658
- Responsorios de Sant Antonio, Text: Jacint Verdaguer, publiziert bei der Estamperia del Sagrat Cor OCLC 807729037
- Rosario [Rosenkranz] für drei Stimmen (Zwei Soprane und Bass) mit Klavier oder Orgelbegleitung, bei R. Guardia in Barcelona publiziert OCLC 803108247
- Zwei Gloria-Messen
- Ave Maria

### Tanzmusik
- Delirio, Shimmy-Foxtrott, für Klavier, zwei Violinen, Violoncello und Kontrabass, 1924 verlegt OCLC 435771954
- Foxtrot de las emociones, für Klavier, zwei Violinen, Violoncello und Kontrabass, um 1924 verlegt OCLC 435771933
- Mi ensueño, One-step, für Klavier, zwei Violinen, Violoncello und Kontrabass, um 1924 verlegt OCLC 435771932